# Resolutie 1680 Veiligheidsraad Verenigde Naties
Resolutie 1680 van de Veiligheidsraad van de Verenigde Naties werd op 17 mei 2006 aangenomen met dertien stemmen voor en twee onthoudingen, van China en Rusland. De resolutie riep Syrië op om diplomatieke relaties aan te gaan met buurland Libanon, en zo de soevereiniteit van dat land te erkennen.

## Achtergrond
Na de Israëlische inval in Zuid-Libanon eind jaren 1970 stationeerden de Verenigde Naties de tijdelijk VN-macht UNIFIL in de streek. Die moest er de vrede handhaven totdat de Libanese overheid haar gezag opnieuw kon doen gelden. In 1982 viel Israël Libanon opnieuw binnen voor een oorlog met de Palestijnse PLO. Midden 1985 begon Israël met terugtrekkingen uit het land, maar geregeld vonden nieuwe aanvallen en invasies plaats. In 1989 werd een vredesakkoord gesloten, waarop ook Syrische troepen in Libanon werden gelegerd. Zo kwam het land onder een sterke Syrische invloed te liggen.

## Inhoud

### Waarnemingen
Er werd goede vooruitgang gemaakt met de uitvoering van resolutie 1559 uit 2004, en in het bijzonder door de nationale dialoog in Libanon. Doch waren milities van binnen en buiten Libanon nog steeds niet ontmanteld en ontwapend, en had Libanon zijn eigen grondgebied nog steeds niet geheel onder controle. Ook moesten presidentsverkiezingen worden gehouden zonder (Syrische) invloed van buitenaf. Voorts was men ook bezorgd over rapporten over wapenleveringen aan de milities in Libanon.

### Handelingen
Opnieuw werd opgeroepen resolutie 1559 volledig uit te voeren. Syrië werd opgeroepen om zijn grens met Libanon, en vooral de onduidelijke of betwiste delen, volledig af te bakenen en diplomatieke betrekkingen aan te knopen met Libanon als teken van erkenning van de soevereiniteit, territoriale integriteit en onafhankelijkheid van dat land. Ook werd Syrië opgeroepen om net als Libanon maatregelen te nemen tegen de wapensmokkel naar Libanon. Ten slotte verwelkomde men de Libanese beslissing om de Palestijnse milities buiten de vluchtelingenkampen binnen de zes maanden te ontwapenen.

## Verwante resoluties
- Resolutie 1655 Veiligheidsraad Verenigde Naties
- Resolutie 1664 Veiligheidsraad Verenigde Naties
- Resolutie 1685 Veiligheidsraad Verenigde Naties
- Resolutie 1686 Veiligheidsraad Verenigde Naties

Lijst ·  1652 ·  1653 ·  1654 ·  1655 ·  1656 ·  1657 ·  1658 ·  1659 ·  1660 ·  1661 ·  1662 ·  1663 ·  1664 ·  1665 ·  1666 ·  1667 ·  1668 ·  1669 ·  1670 ·  1671 ·  1672 ·  1673 ·  1674 ·  1675 ·  1676 ·  1677 ·  1678 ·  1679 ·  1680 ·  1681 ·  1682 ·  1683 ·  1684 ·  1685 ·  1686 ·  1687 ·  1688 ·  1689 ·  1690 ·  1691 ·  1692 ·  1693 ·  1694 ·  1695 ·  1696 ·  1697 ·  1698 ·  1699 ·  1700 ·  1701 ·  1702 ·  1703 ·  1704 ·  1705 ·  1706 ·  1707 ·  1708 ·  1709 ·  1710 ·  1711 ·  1712 ·  1713 ·  1714 ·  1715 ·  1716 ·  1717 ·  1718 ·  1719 ·  1720 ·  1721 ·  1722 ·  1723 ·  1724 ·  1725 ·  1726 ·  1727 ·  1728 ·  1729 ·  1730 ·  1731 ·  1732 ·  1733 ·  1734 ·  1735 ·  1736 ·  1737 ·  1738